# Nassenwil
Nassenwil är en ort i kommunen Niederhasli i kantonen Zürich i Schweiz. Den ligger cirka 11,5 kilometer nordväst om centrala Zürich. Orten har cirka 441 invånare (2021).